# Astragalus rarissimus
Astragalus rarissimus är en ärtväxtart som beskrevs av Mikhail Grigoríevič Popov. Astragalus rarissimus ingår i släktet vedlar, och familjen ärtväxter. Inga underarter finns listade i Catalogue of Life.